# Мустанг (Оклагома)
Мустанг (англ. Mustang) — місто (англ. city) в США, в окрузі Канадіян штату Оклахома. Населення — 19 879 осіб (2020).

## Географія
Мустанг розташований за координатами 35°23′31″ пн. ш. 97°43′31″ зх. д. / 35.39194° пн. ш. 97.72528° зх. д. (35.391847, -97.725140).  За даними Бюро перепису населення США в 2010 році місто мало площу 31,11 км², з яких 31,04 км² — суходіл та 0,07 км² — водойми.

## Демографія
Згідно з переписом 2010 року, у місті мешкало 17 395 осіб у 6589 домогосподарствах у складі 4965 родин. Густота населення становила 559 осіб/км².  Було 6851 помешкання (220/км²).
Расовий склад населення:
| - 88,4 % — білих - 3,9 % — корінних американців - 1,0 % — чорних або афроамериканців - 0,9 % — азіатів - 1,8 % — осіб інших рас |

До двох чи більше рас належало 4,1 %. Частка іспаномовних становила 6,1 % від усіх жителів.
За віковим діапазоном населення розподілялося таким чином: 27,7 % — особи молодші 18 років, 61,2 % — особи у віці 18—64 років, 11,1 % — особи у віці 65 років та старші. Медіана віку мешканця становила 35,6 року. На 100 осіб жіночої статі у місті припадало 94,1 чоловіків;  на 100 жінок у віці від 18 років та старших — 90,3 чоловіків також старших 18 років.
Середній дохід на одне домашнє господарство  становив 76 107 доларів США (медіана — 67 719), а середній дохід на одну сім'ю — 84 334 долари (медіана — 75 041). Медіана доходів становила 52 900 доларів для чоловіків та 37 076 доларів для жінок. За межею бідності перебувало 5,7 % осіб, у тому числі 8,7 % дітей у віці до 18 років та 2,4 % осіб у віці 65 років та старших.
Цивільне працевлаштоване населення становило 9851 осіб. Основні галузі зайнятості: освіта, охорона здоров'я та соціальна допомога — 21,2 %, роздрібна торгівля — 12,7 %, публічна адміністрація — 10,0 %, виробництво — 8,7 %.